# Вероніка Завістовська
Вероніка Завістовська (пол. Weronika Zawistowska; нар. 17 грудня 1999, Варшава, Польща) — польська футболістка, нападниця мюнхенської «Баварії» та національної збірної Польщі.

## Клубна кар'єра
Футболом розпочала займатися 2007 року в «УКС Бродно» (Варшава), де була єдиною дівчиною в команді хлопців. Через декілька місяців перейшла до «МУКС Прага» (Варшава).
У липні 2015 року уклала договір з «Гурником» (Ленчна). За перші два сезони, проведені на Люблінщині, двічі ставала віце-чемпіонкою Польщі 2015/16 та 2016/17 та двічі виходила у фінал Кубку Польщі. У наступні два роки «Гурник» із Завістовською у складі святкував перемогу в чемпіонаті Польщі 2017/18, 2018/19, а в сезоні 2017/18 років також тріумфував у Кубку Польщі. У серпні 2018 року вона вилетіла з «Гурником» до Шотландії, де взяла участь у відбірковому турнірі Ліги чемпіонів УЄФА, де в 3 матчах відзначилася одним голом. Команда з Ленчни посіла 3-тє місце в групі.
У липні 2019 року перейшла до «ККС Чарні» (Сосновець). У сезоні 2019/20 років, перерваному через COVID-19, разом з командою зі Сосновця посіла третє місце в турнірній таблиці та вийшла у фінал Кубку Польщі, в якому її команда програла з рахунком 0:1 «Гурнику» (Ленчна).
У квітні 2021 року вона підписала 3-річний контракт з мюнхенською «Баварією». У першому ж сезоні була віддана в оренду в інший клуб Бундесліги, «Кельн». У вищому дивізіоні німецького чемпіонату дебютувала 28 серпня 2021 року в нічийному (1:1) виїзному поєдинку проти «Ессена».

## Кар'єра в збірній
У національній збірній Польщі дебютувала під керівництвом Мілоша Степінського 31 серпня 2018 року в Мінську в переможному (4:1) виїзному товариському поєдинку проти Білорусі. 23 жовтня 2020 року відзначилася своїми першими двома голами за національну збірну в матчі Польща - Азербайджан (3:0). Матч відбувся у Варшаві на стадіоні на Конвікторській, 6 в рамках кваліфікації чемпіонату Європи. Зі збірною брала участь у турнірі Кубок Алгарве, який проходив в Іспанії з 27 лютого по 6 березня 2019 року. У першому поєдинку групи B 1 березня 2019 року в Лагуші — у переможному з (3:0) поєдинку проти збірної Іспанії на 49-й хвилині відзначилася першим голом за національну команду.

## Досягнення

### Клубні
- Кубок Польщі
  -  Володар (1): 2017/18

- Екстраліга
  -  Чемпіон (2): 2017/18, 2018/19

### У збірній
- Кубок Алгарве
  -  Фіналіст (1): 2019